# البحث عن ذكاء خارج الأرض
سيتي  (بالإنجليزية: Search for Extraterrestrial Intelligence) هو اختصار لمشروع فلكي يهتم بالبحث عن ذكاء خارج الأرض ، يذكر كثيرا بمنطوق SETI بالإنجليزية. غرض المشروع البحث عن مدنية خارج الأرض يكون في وسعها إرسال أشارات لاسلكية «للتفاهم» أو تعبر عن وجودها. أنشأت مند عام 1960 عدة مشروعات علمية تقوم باستطلاع أنحاء الكون عن مصادر للموجات الراديوية قد تعبر عن وجود إشارات تقنية لمدنية خارج الأرض.

## الفكرة

تلسكوب راديوي لمرصد جرين بانك.

تعتمد أبحاث سيتي على الاعتقاد بوجود مدنية خارج الأرض يكون في وسعها تقنية الاتصالات كما هو حالنا اليوم على الأرض. لم يكن الإنسان في وسعه من قبل إرسال إشارات راديوية وانما أصبح ذلك في مقدورنا منذ نحو 100 عام فقط من تاريخ البشرية الطويل أي منذ فترة قصيرة جدا جدا من تاريخ البشرية.
وحتى الآن لم نعثر على أثر يدل على وجود «ذكاء» (مخلوقات عاقلة) خارج الأرض، تكون على درجة من الذكاء في أن ترسل أو تستقبل إشارات لاسلكية.
وقد قام عالم الفلك «فرانك دراكه» بصياغة معادلة تعبر عن احتمال وجود مثل تلك المدنية خارج الأرض على أساس عدد الشموس في المجرة، وعدد الشموس التي لها توابع وكواكب، واحتمال وجود كواكب في نطاق صالح للسكن حول شمسها، واحتمال وجود الماء، واحتمال وجود حياة على الإطلاق، واحتمال وجود مخلوقات وصلت في تطورها إلى مرحلة «ذكية» مثل مدنيتنا اليوم.

بافتراض احتمال متفائل لعناصر تلك المعادلة يمكن التوصل إلى احتمال وجود أكثر من 300 من تلك المدنيات الذكية في مجرة درب التبانة وحدها
.
كما قام «ستيفن دول» في عام 1964 بدراسة لتقدير لاحتمال وجود عدد من كواكب يتصف بكونة صالح لوجود حياة في مجرة درب التبانة.
وقام «كارداشوف» بمحاولة لتقدير احتمال وجود «ذكاء» في مرحلة مناسبة من التقنية خارج الأرض.

مجرة درب التبانة التي توجد بها الأرض يصل اتساعها نحو 100.000 سنة ضوئية، وتوجد بها بين 200مليار إلى 400 مليار من النجوم (الشموس). وطبقا لبيانات مسبار كبلر توجد بها نحو 50 مليار من الكواكب وربما توجد فيها 500 مليون كوكب في نطاق صالح للسكن.

### اختيار منطقة الرصد
الافتراض الأول يفترض أن تكون الحياة خارج الأرض على النحو الذي هي عليه على الأرض، أي مبنية على كيمياء الكربون والماء.
 كما يمكن افتراض نوع من الحياة آخر قائم على كيمياء السيليكون، ولكن لـالكربون تعددية أكبر في تكوين جزيئات مستقرة وشبه مستقرة.

كما أن الافتراض الثاني هو شرط وجود الماء. فجزيء الماء جزيء بسيط ويشكل الماء بيئة صالحة بتكوين جزيئات يدخل في تركيبها الكربون.

وشرط ثالث وهو أن يكون النجم مماثلا للشمس. فالنجوم الكبيرة لها عمر قصير، قد يصل بين عدة ملايين من السنين إلى عدة مئات الآلاف من السنين، فلا يكفي الوقت عليها لنشأة حياة وتطورها.
ومن وجهة أخرى تكون الطاقة المنبعثة من نجم صغير ضعيفة بحيث تكون كواكب في نطاق صالح للسكن موجودة على مسافة قريبة من النجم. ولكن في نفس الوقت يكون عمر النجم الصغير طويل يقدر بنحو 10 مليارات من السنين أو أكثر. وبسبب قرب كوكب من نجمه فيكون له دورة بطيئة حول نفسه. بالتالي تكون درجة الحرارة عليه مختلفة اختلافا كبيرا مثلما في حالة عطارد في المجموعة الشمسية.

## خفض مصاريف المشروع
لم تؤتِ أبحاث مشروع سيتي بنتائج، ولذلك قررت الحكومة الأمريكية في عام 2013 خفض مصاريف هذا المشروع.

## اقرأ أيضا
- مقراب راديوي
- نطاق صالح للسكن
- إشارة واو!
- كوكب خارج المجموعة الشمسية
- نجم إتش دي 164595
- سيتي النشيط
- المنطقة المجرية الصالحة للحياة
- قوانين نيفن